# Stenocranophilus canadiensis
Stenocranophilus canadiensis är en insektsart som beskrevs av Ragnar Kinzelbach 1971. Stenocranophilus canadiensis ingår i släktet Stenocranophilus och familjen kamvridvingar. Inga underarter finns listade i Catalogue of Life.